# Bombardier Global Express
El Bombardier Global Express es un reactor de negocios de gran cabina y 11 100 km de alcance, diseñado y fabricado por Bombardier Aviation (antes Bombardier Aerospace). Anunciado en octubre de 1991, voló por primera vez el 13 de octubre de 1996, recibió su certificado de tipo canadiense el 31 de julio de 1998 y entró en servicio en julio de 1999. Propulsado inicialmente por dos BMW/Rolls-Royce BR710, comparte su sección transversal del fuselaje con los Canadair Regional Jet y Challenger 600 con nuevas ala y cola. El Global 5000 de menor alcance es ligeramente más pequeño y el Global 6000 está actualizado y ha sido modificado para realizar misiones militares. Los Global 5500/6500 de mayor alcance están propulsados por nuevos motores Rolls-Royce Pearl con menor gasto de combustible y fueron presentados en mayo de 2018. Los más grandes y alargados Global 7500/8000 poseen mayores alcances.

## Desarrollo

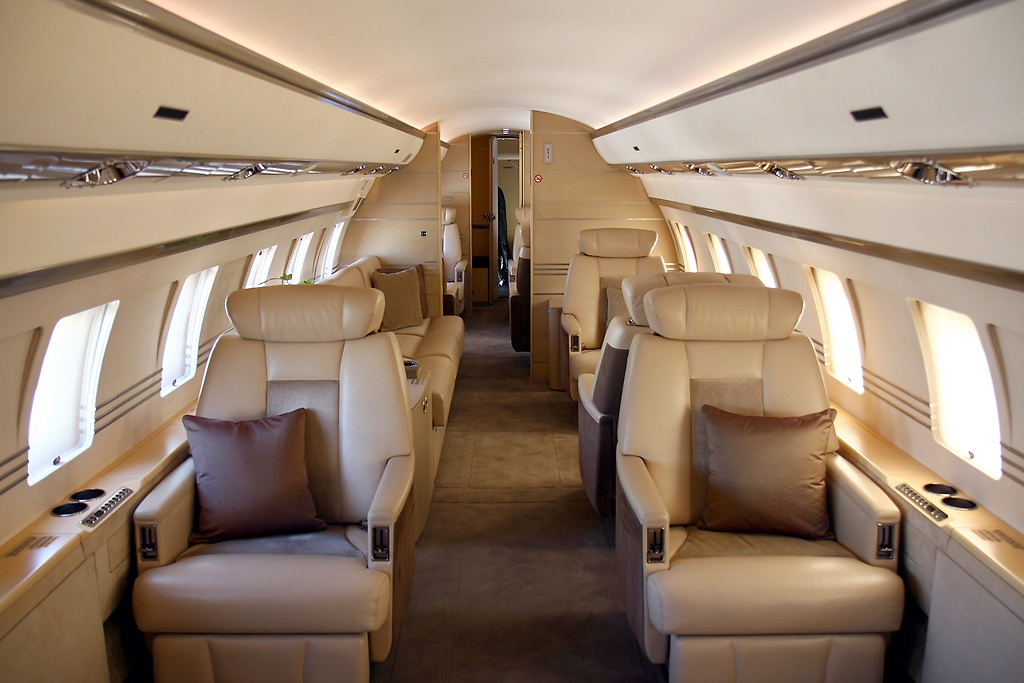
Cabina interior, el Global Express mantiene la sección transversal del Challenger 600.

### Definición de proyecto
Tras adquirir Canadair junto con su reactor de negocios Challenger 600 en 1986, Bombardier estudió un avión de negocios de mayor alcance, en el que buscaba llevar ocho pasajeros y cuatro tripulantes a más de 12 000 km y a Mach 0,85. Para alcanzar estos objetivos, se estableció un equipo de definición conjunta en las instalaciones de la compañía en Montreal, a principios de los años 90. En 1994, el equipo comprendía 200 ingenieros, divididos equitativamente entre Canadair y varios socios, incluyendo la compañía japonesa Mitsubishi Heavy Industries y el fabricante de motores anglo alemán BMW Rolls-Royce.
Estos socios diseñaban independientemente sus propios elementos del avión y compartían una participación en el programa. La elección de los suministradores también influenciaron el diseño del avión, siendo seleccionados sus diversos sistemas antes de la fase de diseño en detalle. Fue usado software CATIA en la cinemática para alimentar al software de análisis de elementos finitos en el diseño estructural, y software de mecánica de fluidos computacional para la aerodinámica, siendo confirmada esta última mediante pruebas en el túnel de viento.
El nuevo avión fue diseñado para usar el número mínimo de componentes, al tiempo que se aseguraba que ningún fallo aislado resultara en una diversión o la incapacidad de ejecutar un vuelo. Bombardier buscaba un objetivo de disponibilidad de ejecución del 99,5 %. Como los operadores buscaban el nivel de seguridad disfrutado por los aviones de las aerolíneas, Bombardier fue influenciado para usar normas de diseño de operaciones ETOPS, como la incorporación de un ordenador de mantenimiento para detectar, indicar y aislar fallos (aunque las normas ETOPS no son un requerimiento de diseño). Se seleccionó en el nuevo avión un sistema de control de vuelo mecánico convencional en lugar del fly-by-wire. Esto se debió principalmente a los altos costes de desarrollo y al recelo de los clientes respecto al fly-by-wire.

### Lanzamiento y pruebas de vuelo

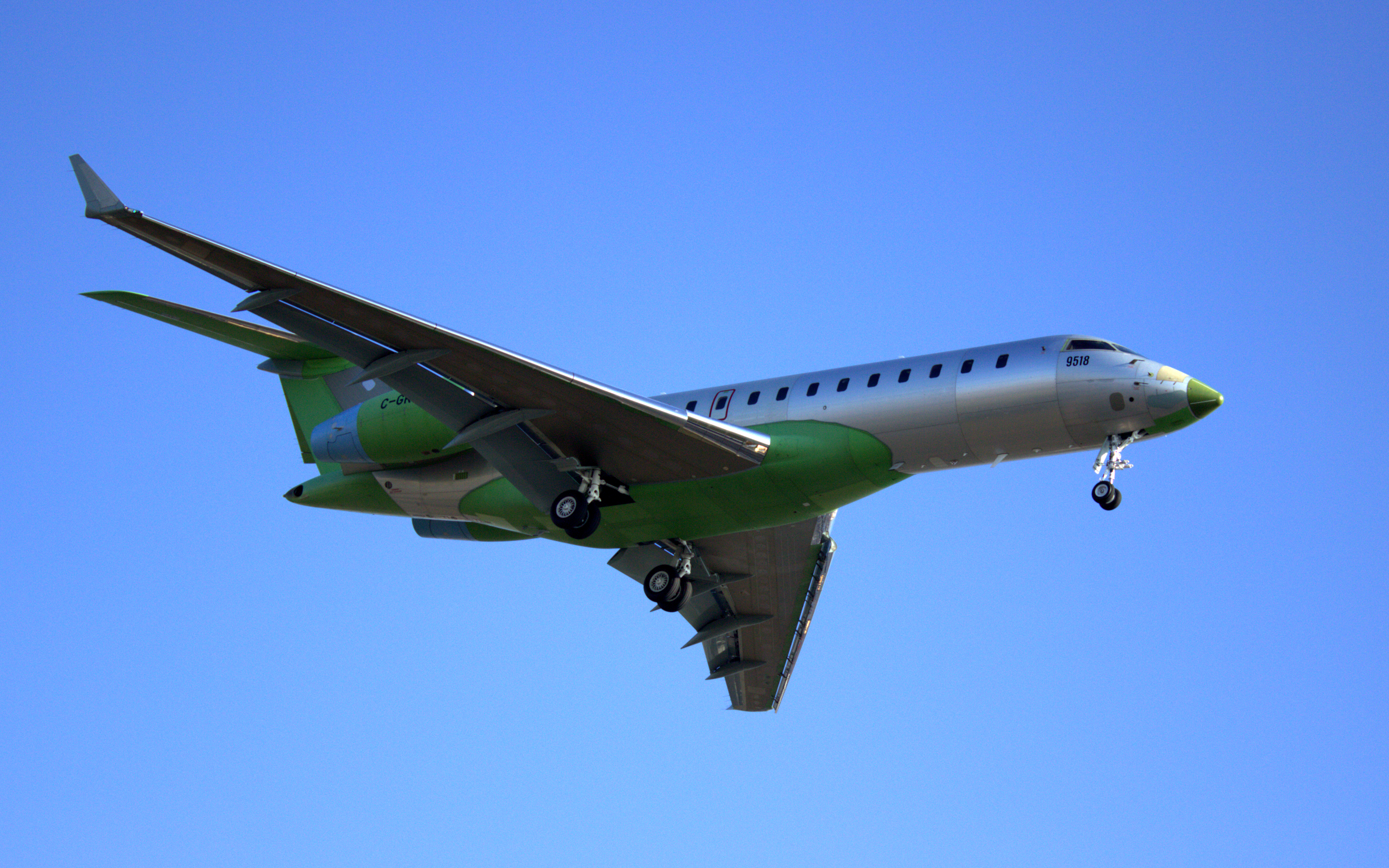
Un Global BD-700 en un vuelo de pruebas.

El 28 de octubre de 1991, el Global Express fue desvelado en la convención de la Asociación Nacional de la Aviación de Negocios (NBAA). El 20 de diciembre de 1993 se lanzó el programa. En junio de 1994 fue definida su configuración de alta velocidad, mientras que la de baja velocidad fue establecida en agosto de 1994. Por entonces se habían tomado las decisiones de diseño más críticas y se había seleccionado a casi todos los suministradores. En enero de 1995, la fase de definición llegó a su fin antes del diseño en detalle.
En junio de 1995, los encargos eran de más de 40 aviones, con ventas hasta el año 2000, llevando a Bombardier a expandir sus primeros planes de producción. En el lanzamiento, el alcance fue extendido a los 12 000 km para sobrepasar al rival de Gulfstream. Bombardier garantizó el peso en vacío y el alcance para responder a las críticas de Gulfstream. Se necesitaban alrededor de 100 ventas para cubrir los costes de desarrollo. Durante octubre de 1995 se comenzó la fabricación del primer prototipo, esperándose las primeras secciones en diciembre en las instalaciones en Toronto de de Havilland, mientras que el ensamblaje final comenzaría en marzo de 1996. En junio de 1996, el prototipo fue completado y se realizaron revisiones de preparación de vuelo antes de su presentación y primer vuelo.
El 13 de octubre de 1996, el primer prototipo realizó su primer vuelo desde Toronto, un mes más tarde de lo planeado, durando 2 horas 46 minutos y alcanzando 3350 m (11 000 pies) y 390 km/h. El programa de pruebas de vuelo utilizó cuatro prototipos, acumulando 2200 horas de vuelo. El Centro de Pruebas de Vuelo de Bombardier en Wichita (Kansas), fue ampliado en 9100 m2 para el programa de pruebas. El 3 de febrero de 1997, el segundo prototipo realizó su primer vuelo, y el tercero, en mayo del mismo año.
A finales de 1995 se esperaba la certificación de tipo para marzo de 1998. El 31 de julio de 1998 se concedió la certificación de tipo canadiense, seguida poco después por las europea y estadounidense. Los primeros 15 aviones se entregarían antes de enero de 1999, entrando en servicio el Global Express en julio de 1999.

### Producción

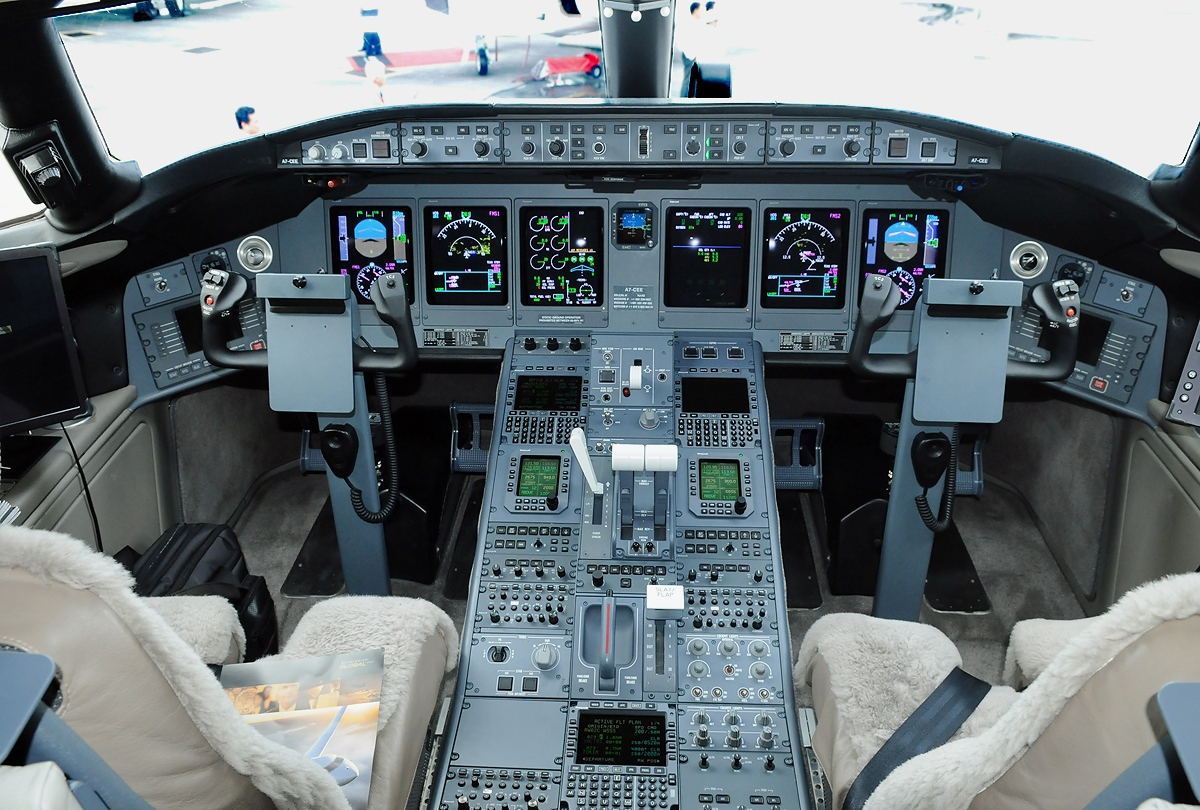
Cubierta de vuelo con aviónica Honeywell Primus 2000 XP EFIS.

El Global Express se ensambla en el Aeropuerto de Downsview en Toronto. Luego es volado para su terminación a varias localidades, incluyendo Montreal, Savannah (Georgia), o Cahokia (Illinois).
La japonesa Mitsubishi Heavy Industries construye el ala y las secciones del fuselaje central en sus instalaciones de Toronto. Los subsidiarios involucrados de Bombardier son Canadair como líder de diseño y fabricante del morro; Short Brothers en Belfast en el diseño y fabricación de las góndolas motoras, el estabilizador horizontal y el fuselaje delantero; y de Havilland Canada en el fuselaje trasero, el empenaje y el ensamblaje final. El tren de aterrizaje es producido por Dowty, los controles de vuelo por Sextant Avionique, el sistema de combustible por Parker Bertea Aerospace, la aviónica principal por Honeywell, la unidad de potencia auxiliar por AlliedSignal, el sistema eléctrico por Lucas Aerospace, y el sistema de control ambiental por ABG-Semca.
En mayo de 2015 se redujo la producción debido a la baja demanda, causada por el descenso de la economía y la geopolítica en los mercados latinoamericanos, ruso y chino. En octubre de 2018, Bombardier tenía encargos por 202 aviones valorados en 14 100 millones de dólares canadienses, incluyendo 128 aviones Global Express: 67 Global 5000/6000 y cuatro Global 5500/6500. El coste del programa del Global Express fue de 800 millones de dólares.

## Diseño

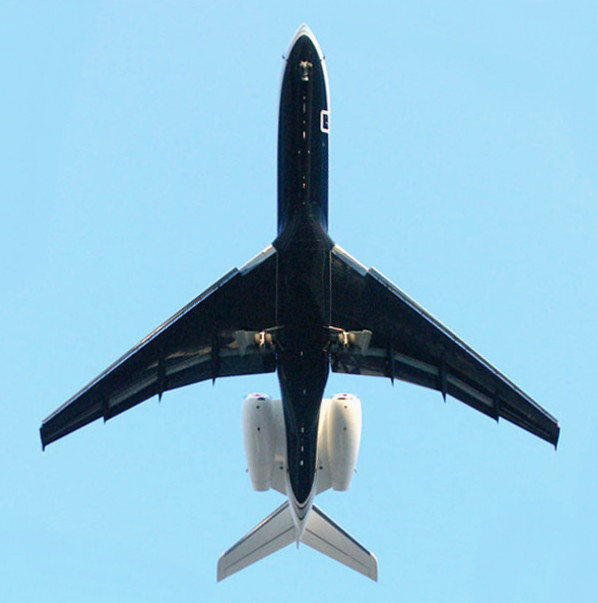
Vista en planta mostrando el ala en flecha de 35°.

El Global Express es un avión de negocios/corporativo de alta velocidad con un alcance de 12 400 km a Mach 0,80 (850 km/h), una altitud máxima de 16 000 m (51 000 pies) y 14 horas de autonomía. La estructura semimonocasco está fabricada de aleaciones ligeras de aluminio y materiales compuestos. Posee una ala baja, tren de aterrizaje triciclo y motores montados en el fuselaje.
El nuevo diseño se basa en los anteriores Canadair CL-600 y Bombardier CRJ. Comparte su sección transversal del fuselaje con estos aviones, combinado con unas nuevas cola en T y ala. Esta última tiene un perfil supercrítico con una flecha de 35° y winglets. El ala flexible reduce naturalmente las turbulencias. Estaba propulsado inicialmente por dos turbofán BMW-Rolls-Royce BR710 controlados por FADEC. La cubierta de vuelo presenta una aviónica Honeywell Primus 2000 XP EFIS de seis pantallas.
El Global Express fue el reactor de negocios con la mayor cabina hasta que fue superado por el posterior Gulfstream G650. Puede acomodar de 12 a 16 pasajeros en tres secciones: en su mayoría una sección delantera con cuatro asientos tipo club, una central con cuatro asientos en conferencia y un diván de tres plazas frente a dos asientos. La mayoría de aviones posee un galley delantero, asiento de descanso de la tripulación y aseo de la tripulación. La presurización de cabina de 10,3 psi mantiene una altitud de cabina de 4500 pies hasta el nivel de vuelo 450 y de 5680 pies en el techo de vuelo de FL 510. La cabina tiene una longitud libre de 14,6 m, mientras que el suelo se ha rebajado 51 mm como en el Challenger para aumentar la anchura al nivel de los hombros, al tiempo que las ventanas has sido recolocadas y agrandadas en un 25 %.

## Historia operacional
Puede realizar vuelos intercontinentales sin repostar (por ejemplo, Nueva York-Tokio) o entre dos puntos cualquiera del globo con solo una parada. En su clase, el Global Express compite contra el Airbus Corporate Jet, el Boeing Business Jet y el Gulfstream G550/650.
La mayor parte de las misiones dura entre 3,5 y 4,5 h y recorre 1500-2000 nmi; los tiempos de vuelo se pueden extender hasta las 10 horas a Mach 0,85 o 12 horas a Mach 0,82-0,83, o un máximo de 13 horas con buen tiempo en destino y múltiples alternativos cercanos. Quema 5000 lbs de combustible en la primera hora, 4000 lbs en la segunda, 3000 lbs en la tercera, y 2500 lbs en la hora final.
La duración media por viaje es de 2,5 horas, en el que el avión volará en un crucero de entre Mach 0,85 y 0,89, lo que le hacía en 2016 uno de los más rápidos reactores de largo alcance disponibles. La altitud máxima certificada es de 16 000 m (51 000 pies), y su distancia de aterrizaje es de 682 m (2236 pies) a nivel del mar, condiciones ISA y peso típico al aterrizaje.
Las revisiones se realizan cada 750 horas, mientras que la Revisión C fue extendida de 15 a 30 meses en 2012.

## Variantes

### Global 5000

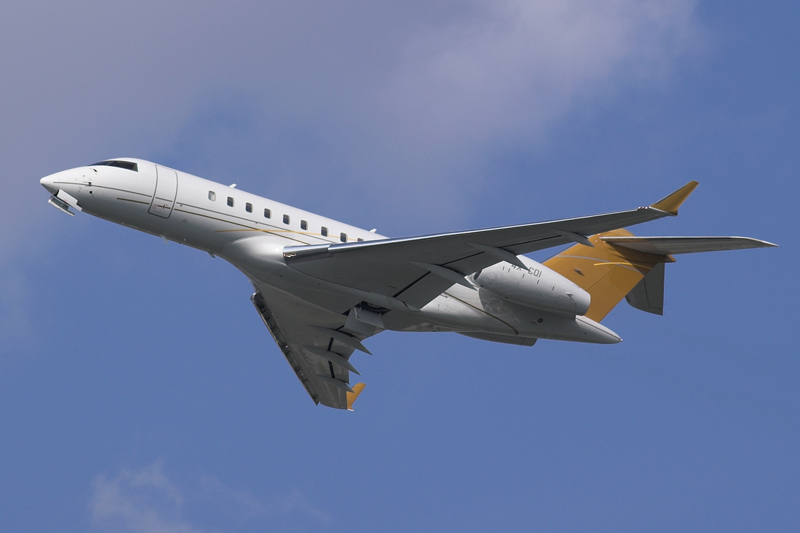
El G5000 es 80 cm más corto.

El Global 5000 fue anunciado el 25 de octubre de 2001 y lanzado el 5 de febrero de 2002, con cartas de intención por 15 aviones con 39 800 kg de MTOW y 8900 km de alcance a Mach 0,85. El primer avión voló el 7 de marzo de 2003. Fue introducido en abril de 2005, y había 224 en servicio en 2018. En abril de 2008, Bombardier aumentó su MTOW hasta los 42 000 kg para incrementar el alcance a Mach 0,85 hasta los 9600 km.
Su cabina es 1,8 m más corta que la del Global 6000, con 2600-3200 kg menos de MTOW, dependiendo de los boletines de servicio, para un alcance de 9300-10 000 km en crucero de largo alcance. El peso operativo básico especificado es de 22 840 kg, pero realmente está más cerca de los 23 400 kg. Los primeros ejemplares mantienen la aviónica Honeywell Primus 2000XP del Global Express, actualizada con aviónica Rockwell Collins Fusion desde 2012.
Puede llevar entre 8 y 19 pasajeros, los nuevos asientos son completamente abatibles; existe un espacio privado opcional y en la cocina se pueden preparar 16 comidas de cinco platos. Estaba valorado en 40 millones de dólares en 2008, posee lavabos delantero y trasero, el área de descanso de la tripulación fue retirada, pero puede ser reinstalada. El depósito de combustible de la cola se retiró, quedando el mismo en las alas, alguna aviónica fue recolocada para obtener longitud de cabina útil y el peso reservado a los acabados interiores es de 3200 kg. En 2018, el coste unitario era de 50,44 millones de dólares. En crucero de alta velocidad, quema 2300 kg de combustible en la primera hora, luego 1800 kg en la segunda y 1400 kg en la tercera. En 2018, los primeros modelos con aviónica Honeywell se vendían por 10-20 millones de dólares, mientras que los aviones posteriores a 2012 con cabina moderna podían alcanzar los 22-36 millones. La inspección principal cada 180 meses cuesta 0,8-1,2 millones y dos revisiones de motor a las 8000 h pueden llegar a los 4 millones de dólares. Los más baratos y eficientes Gulfstream G450 o Falcon 900LX son más lentos, tienen menor alcance y cabinas más pequeñas.

### Global Express XRS
El Global Express XRS fue anunciado el 6 de octubre de 2003, durante la Convención de la NBAA en Orlando, Florida.

### Global 6000

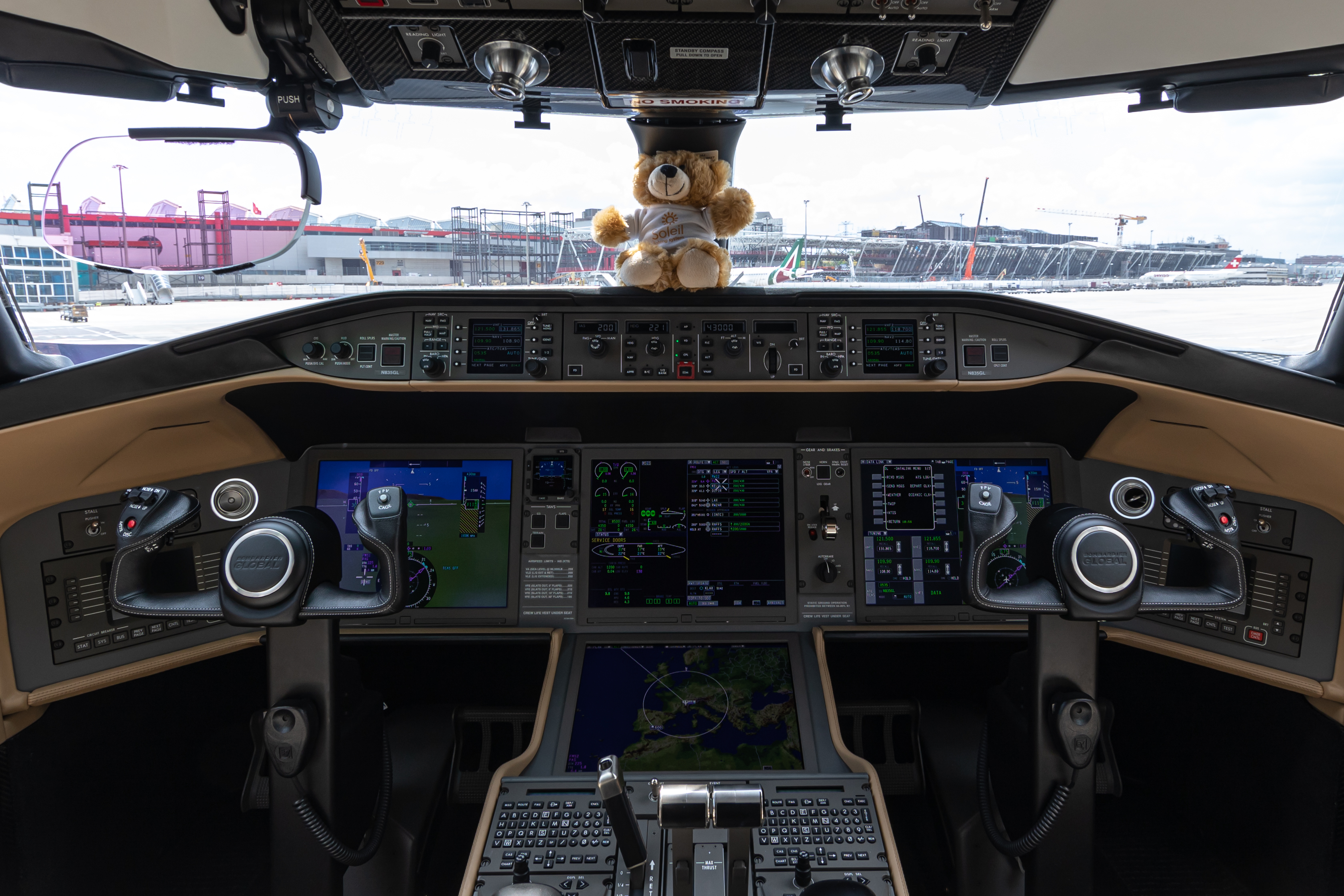
La actualizada cubierta de vuelo del Global 6000.

La producción del Global 6000 de tercera generación comenzó en 2012. Su ala flexible y su carga alar de 476 kg/m2, la mayor entre sus competidores, les proporcionan un vuelo agradable con turbulencias. En vuelos largos, su consumo medio durante la primera hora es de 2,3 t y 1,8 t en la segunda, luego pasa a 1,4 t en la tercera y 1,1 t en adelante. La Revisión A está programada cada 750 h, y la Revisión C, cada 30 meses, mientras que las reservas de motor llegan a los 260 dólares por hora. Se habían entregado más de 315 ejemplares en marzo de 2019, mientras que sus competidores incluyen al más eficiente Dassault Falcon 8X de 11 500 km, el Gulfstream G600 de 12 000 km, o incluso el G650 de 12 800 km.
La cubierta de vuelo Vision de Bombardier está actualizada con la aviónica Rockwell Collins Pro Line Fusion desde la Honeywell Primus 2000 del Express/XRS. Posee aislamiento acústico mejorado, comparado con su predecesor. En 2018, su coste unitario era de 62,31 millones de dólares, pero la competencia del Gulfstream G650ER le obligó a una valoración de 40 millones desde los 62 millones en 2016. Ofrece mayor velocidad de crucero, disposición de cabina e iluminación mejorados. El alcance está aumentado con la adición de un depósito de combustible de 674 kg en la raíz alar.

### Global 5500/6500

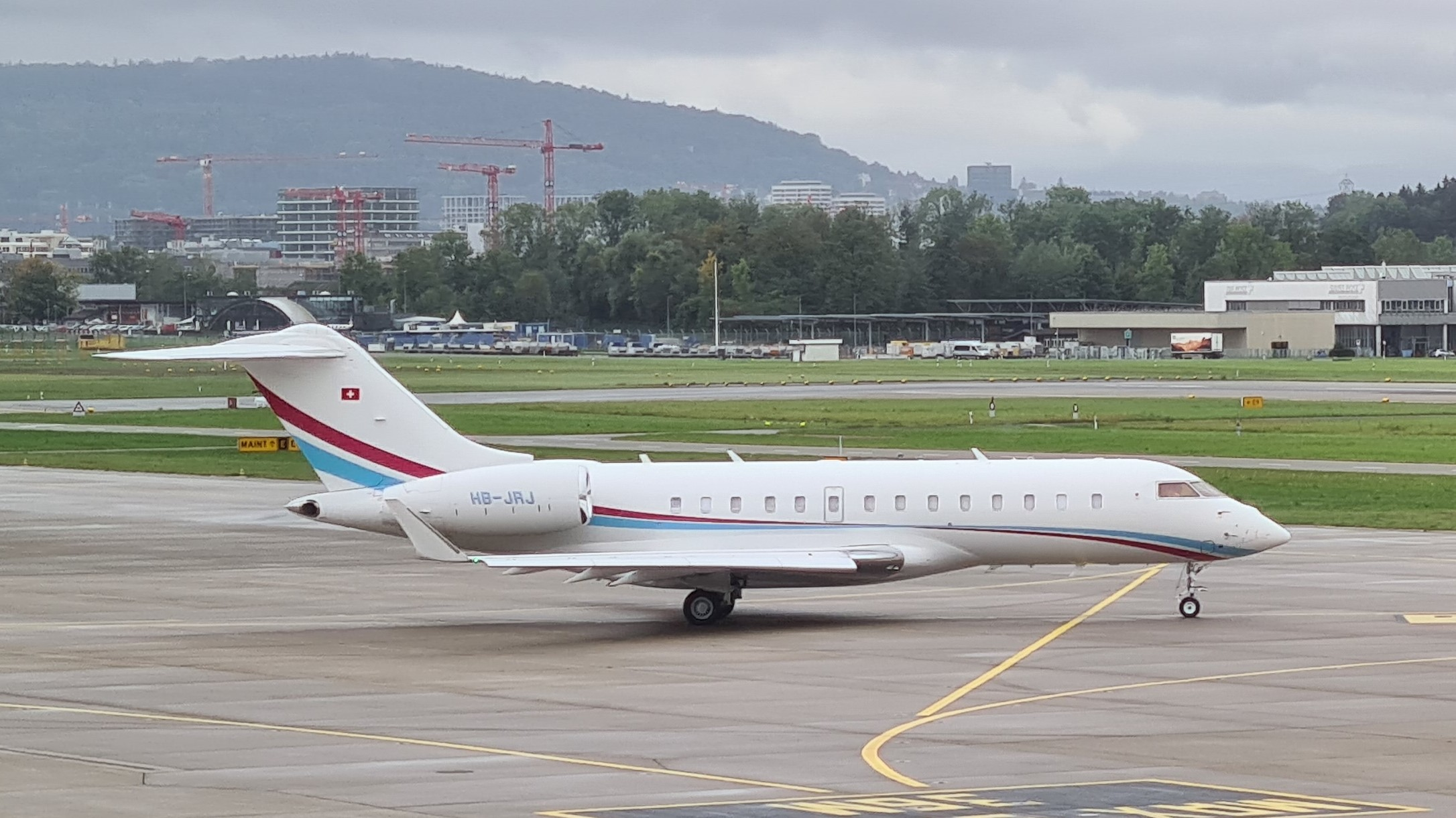
Bombardier Global 5500.

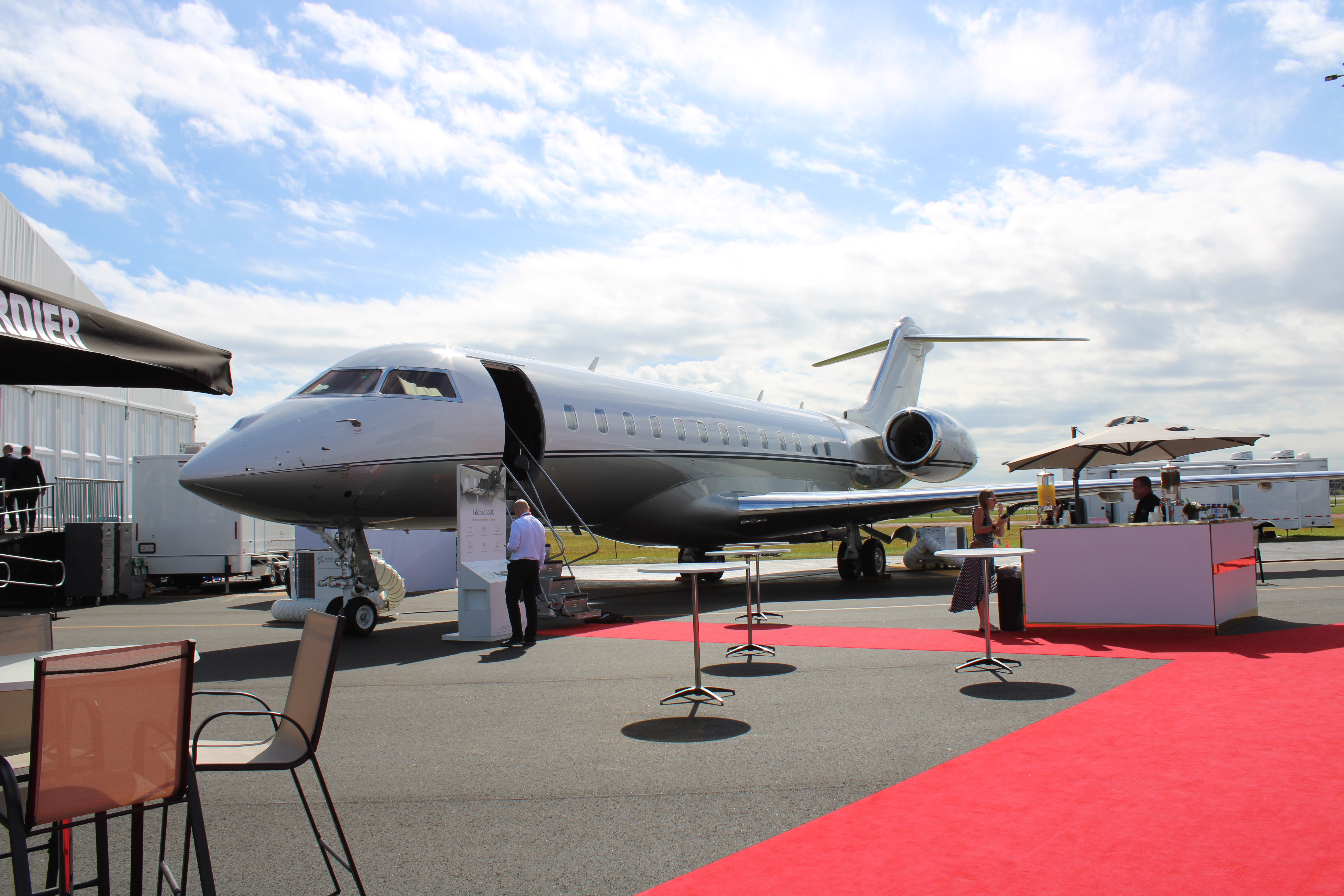
Global 6500 en la NBAA 2022.

El 27 de mayo de 2018, Bombardier desveló los desarrollos Global 5500 y 6500 con idea de que entrasen en servicio a finales de 2019 con un ala optimizada para una velocidad de Mach 0,9, una cabina renovada inspirada en la del Global 7500, con sus asientos Nuage y motores actualizados Rolls-Royce BR710 Pearl con hasta un 13 % de menor consumo para mejorar los costes operativos, mejores prestaciones "hot and high" y un alcance adicional de 930 y 1110 km para los de 10 600 and 12 200 km, respectivamente. Los motores poseen un 9 % más de empuje, su certificación fue anunciada y ya estaba en pruebas de vuelo en 2018.
En octubre, el 70 % de las horas de pruebas de vuelo se habían completado. El programa implicaba dos Global 6500 de pruebas de vuelo, ya que el 5500 es solamente 0,8 m más corto. Las rediseñadas alas son fabricadas por Mitsubishi Heavy Industries. En diciembre, el programa de pruebas de vuelo estaba cerca de estar completado en tres cuartos. En mayo de 2019 se había completado el 90 % de las pruebas de vuelo por dos 6000 modificados y un 5000 modificado.
El 24 de septiembre, Bombardier anunció la Certificación de Tipo de Transport Canada para ambos modelos, antes de su entrada en servicio más tarde en 2019 y el visto bueno de las FAA/EASA. Bombardier anunció la entrada en servicio del Global 6500 el 1 de octubre. La Certificación de Tipo de la EASA de ambos modelos fue anunciada el 15 de octubre de 2019. Poco después, el alcance del Global 5500 fue extendido en 370 km hasta los 10 900 km, a Mach 0,85. La Certificación de Tipo de la FAA de ambos modelos fue anunciada el 23 de diciembre de 2019. Bombardier anunció la entrada en servicio del Global 5500 el 25 de junio de 2020. El primer Global 5500 fue entregado el 23 de julio de 2020, al "cliente de largo tiempo de Bombardier Unicorp National Developments, establecido en Orlando, Florida".
En 2023, el Global 5500 se oferta por 47,4 millones, mientras que el Global 6500 lo hace por 58 millones.

### Variantes militares

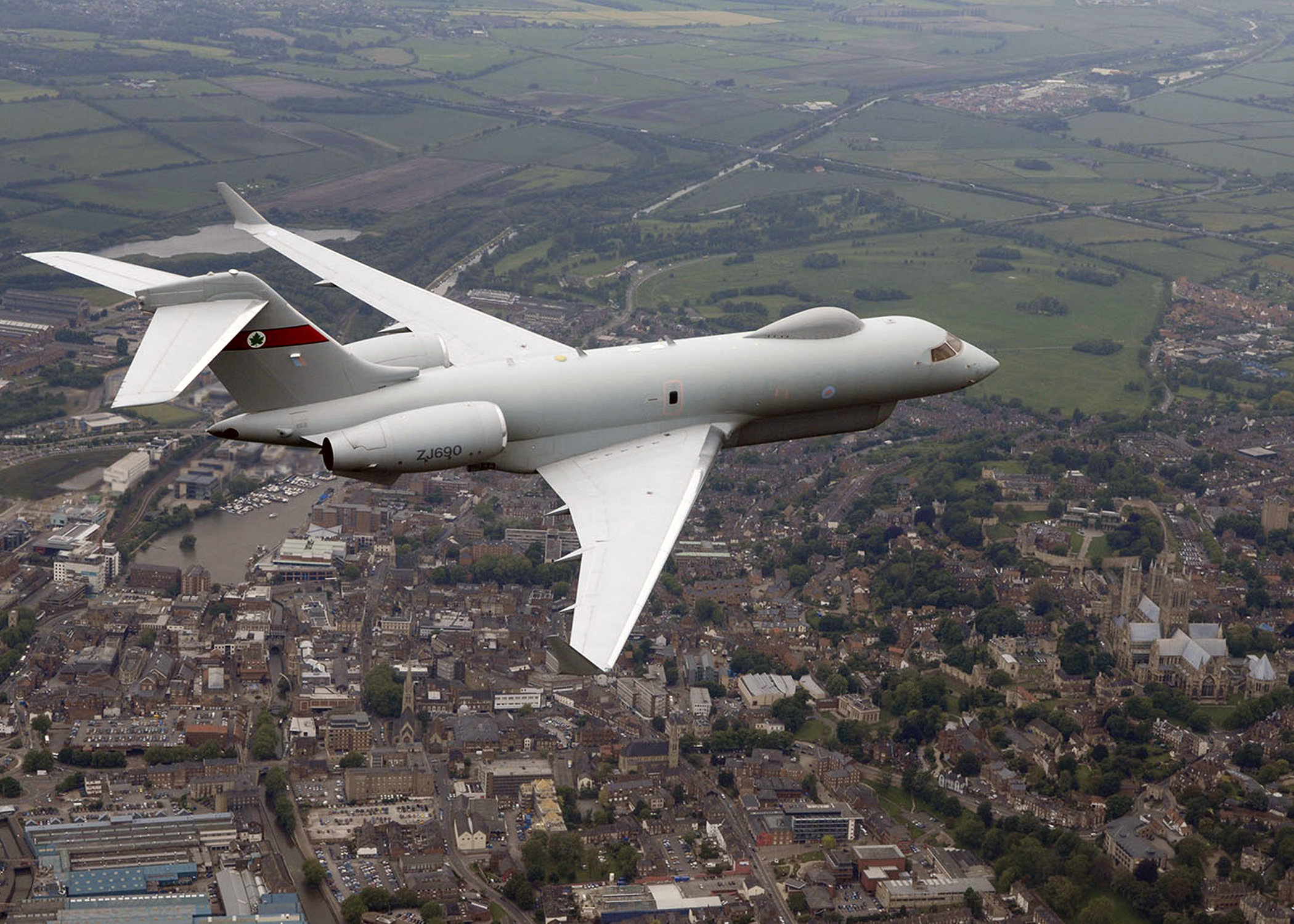
Raytheon Sentinel de la RAF, en vuelo.

El Global Express ha sido modificado para realizar misiones militares.
- Saab GlobalEye: AEW&C multitarea, un Global 6000 con radar ER AESA SAAB Erieye para Fuerza Aérea de los Emiratos Árabes Unidos.[63]
- Project Dolphin: conversión de Global 6000 por Marshall como avión de vigilancia para los Emiratos Árabes Unidos. Dos convertidos.[64]
- Raytheon Sentinel: es un avión de vigilancia usado anteriormente por la Real Fuerza Aérea.
- Saab Swordfish: avión de patrulla marítima[65] basado en la plataforma del Global 6000 por Mission Systems-Canada de General Dynamics y Bombardier Aviation.
- PAL Aerospace P-6: avión de patrulla marítima basado en la plataforma del Global 6500 por PAL Aerospace y Bombardier Aviation, pero evolucionado desde el P-4 MPA basado en el anterior Bombardier Q-400.[66]
- E-11A: designación de la Fuerza Aérea de los Estados Unidos para tres Global 6000 usados como plataforma del Battlefield Airborne Communications Node.[67][68]

Un BD-700 también ha llevado un High-Altitude Lidar Operational Experiment (HALOE), desplegado a África y Afganistán para inspeccionar grandes áreas de forma rápida.
En enero de 2020, el Ministerio Federal de Defensa (Alemania) eligió al Global 6000 por encima del no tripulado Northrop Grumman MQ-4C Triton para el programa “Persistent German Airborne Surveillance System” (PEGASUS), para mejorar la integración del control del tráfico aéreo.
El 15 de marzo de 2019, la Agencia de las Industrias de Defensa de Turquía, SSB, anunció que se habían entregado dos Bombardier Global 6000 "verdes" en las instalaciones de Turkish Aerospace para ser modificados a la configuración Hava SOJ (air stand-off jammer, perturbador aéreo).
L3Harris desveló una versión Conformal Airborne Early Warning como reemplazo de los E-3 Sentry usados por los países europeos de la OTAN.

## Operadores

### Civiles
El avión es operado por particulares, compañías, operadores chárter y agencias gubernamentales, incluyendo:
- ACM Air Charter, Baden-Baden
- Crystal Luxury Air
- AirAsia
- FedEx
- Flexjet
- ExecuJet Aviation Group, Zúrich
- Netjets, susidiaria de Berkshire Hathaway
- El CEO de Canonical,Mark Shuttleworth, a través de HBD Venture Capital[74]
- TAG Aviation, Suiza
- Tiriac Air, Rumania
- Qatar Executive, una subsidiaria de reactores de negocios de Qatar Airways
- VistaJet, Malta
- Jet Story, Polonia

### Militares
Alemania
- Luftwaffe: 3 Global 5000 para transporte vip por la Special Air Mission Wing MoD en Colonia.[75] y 3 Global 6000 entregados a finales de 2019.[76]

 Angola
- Un Global 5000 registrado D2-ANG.

 Botsuana
- Fuerza Aérea de Botsuana: opera un único BD-700-1A10 para transporte vip.[77]

 Emiratos Árabes Unidos
- 3 aviones GlobalEye, 2 más encargados.[78]
- Dos aviones ELINT Project Dolphin.

 Estados Unidos
- Fuerza Aérea de los Estados Unidos
  - Northrop Grumman E-11A, 430th Electronic Combat Squadron.[67]

 India
- Fuerza Aérea India: 2 entregados.

 Malasia
- Real Fuerza Aérea de Malasia

 México
- Fuerza Aérea Mexicana: 1 ordenado.

 Suazilandia
- Umbutfo Eswatini Defence Force

 Turquía
- Fuerza Aérea Turca: dos recibidos en marzo de 2019, para ser convertidos en plataformas perturbadoras.[79]

### Antiguos
Reino Unido
- Real Fuerza Aérea (junio de 2007-marzo de 2021)[80]

## Especificaciones

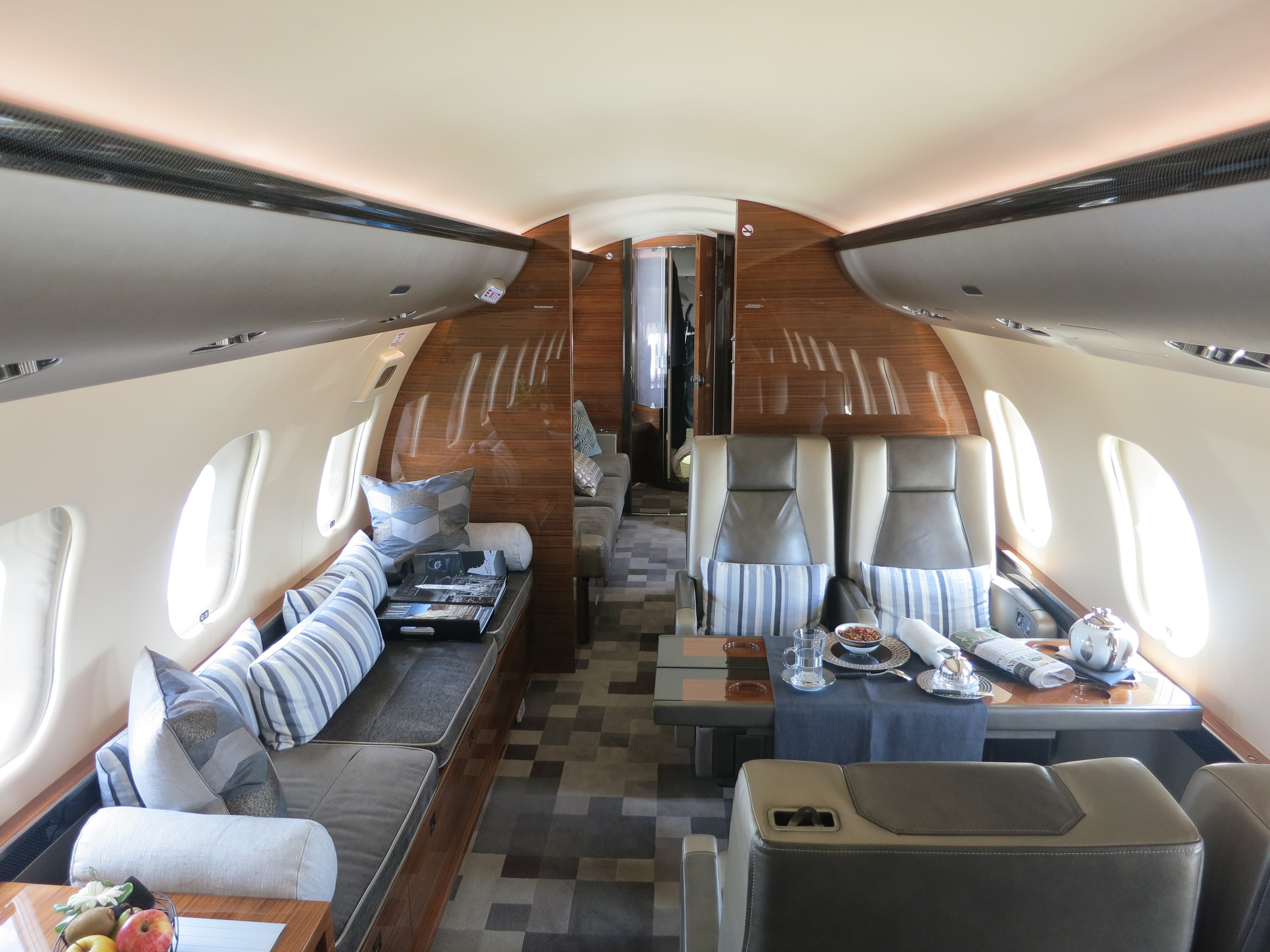
Interior del Global 6000

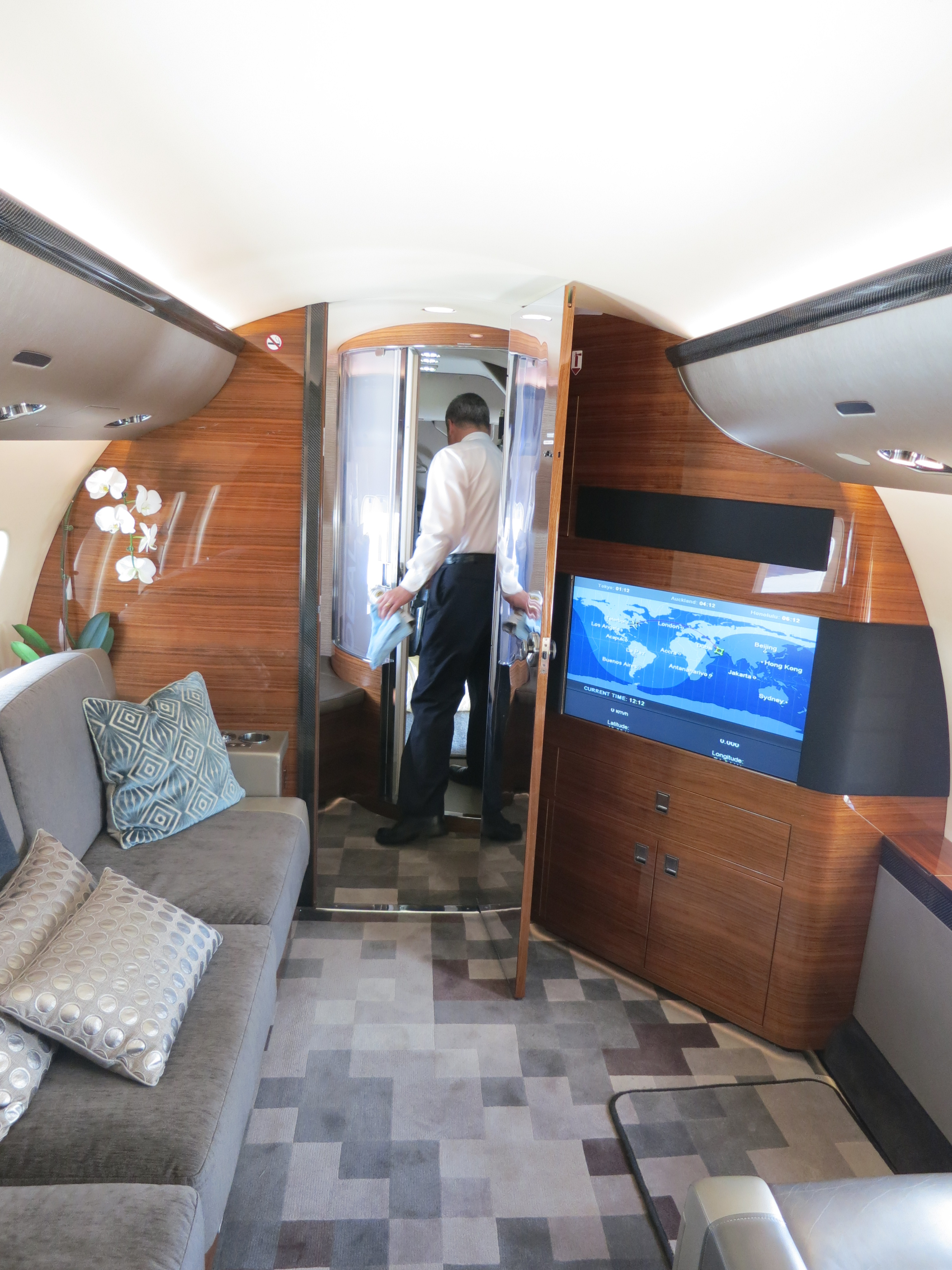
Dormitorio del Global 6000

### Características generales
- Tripulación: Dos/tres
- Capacidad: Entre 8 y 19 pasajeros
- Longitud: 29,5 m (96,8 ft)
- Envergadura: 28,7 m (94 ft)
- Altura: 7,7 m (25,3 ft)
- Superficie alar: 53,3 m² (573,6 ft²)
- Peso útil: 805 kg (1774,2 lb)
- Peso máximo al despegue: 42 071 kg (92 724,5 lb)
- Planta motriz: 2× turbofán Rolls-Royce BR700-710A2-20.
  - Empuje normal: 65,6 kN (6689 kgf; 14 748 lbf) de empuje cada uno.

### Rendimiento
- Velocidad máxima operativa (Vno): 950 km/h (590 MPH; 513 kt)
- Velocidad crucero (Vc): 904 km/h (562 MPH; 488 kt)
- Alcance: 9360 km (5054 nmi; 5816 mi)
- Techo de vuelo: 15 000 m (49 213 ft)

### Aviónica
- Rockwell Collins Pro Line Fusion

## Aeronaves relacionados

### Desarrollos relacionados
- Bombardier Global 7500/8000
- Raytheon Sentinel
- Saab GlobalEye

### Aeronaves similares
- Embraer Lineage 1000
- Gulfstream V
- Gulfstream 500/550
- Gulfstream G500/G600
- Dassault Falcon 7X

### Secuencias de designación
- Secuencia E-_ (Aviones con instalación Electrónica especial estadounidenses, 1962-presente): ← E-8 - E-9 - E-10 - E-11